# وودكريست (كاليفورنيا)
وودكريست (بالإنجليزية: Woodcrest CDP, California)‏ هي منطقة سكنية تقع بولاية كاليفورنيا في الولايات المتحدة. تبلغ مساحتها 29.552 كم2، وترتفع عن سطح البحر 468 م، بلغ عدد سكانها 14,347 نسمة في عام 2010 حسب إحصاء مكتب تعداد الولايات المتحدة وتصل الكثافة السكانية فيها 485.5 نسمة لكل كيلومتر مربع (1,257.4/ميل2).

## التركيبة السكانية
حدّد مكتب تعداد الولايات المتحدة بيانات التركيبة السكانية لوودكريست في تعداد الولايات المتحدة. في ما يلي، التركيبة السكانية حسب تعدادي 2000 و2010.

### تعداد عام 2000
بلغ عدد سكان وودكريست 8,342 نسمة بحسب تعداد عام 2000، وبلغ عدد الأسر 2,550 أسرة وعدد العائلات 2,198 عائلة مقيمة في المنطقة السكنية. في حين سجلت الكثافة السكانية 282.3 نسمة لكل كيلومتر مربع (731.2/ميل2). وبلغ عدد الوحدات السكنية 2,624 وحدة بمتوسط كثافة قدره 88.8 لكل كيلومتر مربع (230.0/ميل2).
وتوزع التركيب العرقي للمنطقة السكنية بنسبة 81.04% من البيض و4.56% من الأمريكيين الأفارقة و1.22% من الأمريكيين الأصليين و3.50% من الأمريكيين ذوي الأصول الآسيوية و0.24% من سكان جزر المحيط الهادئ و5.81% من الأعراق الأخرى و3.63% من عرقين مختلطين أو أكثر و16.66% من الهسبانيون أو اللاتينيون من أي عرق.
بلغ عدد الأسر 2,550 أسرة كانت نسبة 44.6% منها لديها أطفال تحت سن الثامنة عشر تعيش معهم، وبلغت نسبة الأزواج القاطنين مع بعضهم البعض 72.2% من أصل المجموع الكلي للأسر، ونسبة 9.5% من الأسر كان لديها معيلات من الإناث دون وجود شريك، بينما كانت نسبة 4.4% من الأسر لديها معيلون من الذكور دون وجود شريكة وكانت نسبة 13.8% من غير العائلات. تألفت نسبة 9.5% من أصل جميع الأسر من عدة أفراد يعيشون في نفس المنزل ونسبة 3.3% كانت تتألف من شخص يعيش بمفرده يبلغ من العمر 65 عاماً أو أكثر. وبلغ متوسط حجم الأسرة المعيشية 3.22، أما متوسط حجم العائلات فبلغ 3.39.
بلغ العمر الوسطي للسكان 38.8 عاماً. وكانت نسبة 27.7% من القاطنين تحت سن الثامنة عشر، وكانت نسبة 7.9% بين الثامنة عشر والرابعة والعشرين عاماً، ونسبة 23.9% كانت واقعةً في الفئة العمرية ما بين الخامسة والعشرين والرابعة والأربعين عاماً، ونسبة 29.3% كانت ما بين الخامسة والأربعين والرابعة والستين، ونسبة 9.6% كانت ضمن فئة الخامسة والستين عاماً فما فوق. يوجد لكل 100 أنثى 97.9 ذكر، ويوجد لكل 100 أنثى في الثامنة عشر من عمرها فما فوق 94.2 ذكر.
بلغ متوسط دخل الأسرة في المنطقة السكنية 70,269 دولارًا، أما متوسط دخل العائلة فبلغ 73,125 دولارًا. وكان متوسط دخل الذكور 56,473 دولارًا مقابل 33,607 دولارًا للإناث. وسجل دخل الفرد الخاص بالمنطقة السكنية 27,901 دولارًا. وكانت نسبة 6.2% من العائلات ونسبة 8.8% من السكان تحت خط الفقر، وكان من هؤلاء نسبة 12.8% تحت سن الثامنة عشر ونسبة 1.7% في الخامسة والستين من العمر وما فوق.

### تعداد عام 2010
بلغ عدد سكان وودكريست 14,347 نسمة بحسب تعداد عام 2010، وبلغ عدد الأسر 4,382 أسرة وعدد العائلات 3,659 عائلة مقيمة في المنطقة السكنية. في حين سجلت الكثافة السكانية 485.5 نسمة لكل كيلومتر مربع (1,257.4/ميل2). وبلغ عدد الوحدات السكنية 4,622 وحدة بمتوسط كثافة قدره 156.4 لكل كيلومتر مربع (405.1/ميل2).
وتوزع التركيب العرقي للمنطقة السكنية بنسبة 72.61% من البيض و4.99% من الأمريكيين الأفارقة و0.48% من الأمريكيين الأصليين و4.98% من الأمريكيين ذوي الأصول الآسيوية و0.29% من سكان جزر المحيط الهادئ و11.96% من الأعراق الأخرى و4.68% من عرقين مختلطين أو أكثر و28.67% من الهسبانيون أو اللاتينيون من أي عرق.
بلغ عدد الأسر 4,382 أسرة كانت نسبة 39.7% منها لديها أطفال تحت سن الثامنة عشر تعيش معهم، وبلغت نسبة الأزواج القاطنين مع بعضهم البعض 67% من أصل المجموع الكلي للأسر، ونسبة 10.7% من الأسر كان لديها معيلات من الإناث دون وجود شريك، بينما كانت نسبة 5.8% من الأسر لديها معيلون من الذكور دون وجود شريكة وكانت نسبة 16.5% من غير العائلات. تألفت نسبة 11.6% من أصل جميع الأسر من عدة أفراد يعيشون في نفس المنزل ونسبة 4.9% كانت تتألف من شخص يعيش بمفرده يبلغ من العمر 65 عاماً أو أكثر. وبلغ متوسط حجم الأسرة المعيشية 3.23، أما متوسط حجم العائلات فبلغ 3.45.
بلغ العمر الوسطي للسكان 39.9 عاماً. وكانت نسبة 24% من القاطنين تحت سن الثامنة عشر، وكانت نسبة 10.5% بين الثامنة عشر والرابعة والعشرين عاماً، ونسبة 22.2% كانت واقعةً في الفئة العمرية ما بين الخامسة والعشرين والرابعة والأربعين عاماً، ونسبة 31% كانت ما بين الخامسة والأربعين والرابعة والستين، ونسبة 12.3% كانت ضمن فئة الخامسة والستين عاماً فما فوق. وتوزع التركيب الجنسي للسكان بنسبة 49.9% ذكور و50.1% إناث.